# Новопривольное
Новопривольное — село в Ровенском районе Саратовской области России, в составе Ровенского муниципального образования.
Основано как дочерняя немецкая колония Ней-Варенбург
Население — 296 (2010)

## История
Дата основания не установлена. До 1917 года известно как село Новопривальное (оно же Ней-Варенбург) в составе Тарлыцкой волости Новоузенского уезда Самарской губернии. Согласно Списку населённых мест Самарской губернии 1910 года село населяли немцы, бывшие колонисты, лютеране, 434 мужчины и 439 женщин, в селе имелись лютеранский молитвенный дом, школа, 2 паровые мельницы
С 1918 года — в составе Ровненского уезда вновь образованной Трудовой коммуны Немцев Поволжья, с 1922 года — Вольского (Куккуского) кантона, с 1927 года - Зельманского кантона АССР немцев Поволжья.
В голод 1921 года в селе родилось 27, умерли 87 человек. В 1926 году имелись сельсовет, кооперативная лавка, сельскохозяйственное кооперативное товарищество, начальная школа, изба-читальня. В годы коллективизации организован колхоз «Форвертс».

28 августа 1941 года был издан Указ Президиума ВС СССР о переселении немцев, проживающих в районах Поволжья. Немецкое население было депортировано. Как и другие населённые пункты Зельманского района, село включено в состав Саратовской области.

## Физико-географическая характеристика
Село находится в Низком Заволжье, относящемся к Восточно-Европейской равнине, на восточном берегу Волгоградского водохранилища, к северу от села Ровное. Высота центра населённого пункта — 23 метра над уровнем моря. Ландшафт местности суббореальный умеренно континентальный, сухостепной, аллювиальный аккумулятивный. Для данного типа ландшафта характерны плоские и пологоволнистые равнины, иногда с дюнами (высокие террасы), с балками, сельскохозяйственными землями и редкими участками дубовых и мелколиственных лесов. Почвы - каштановые.
По автомобильным дорогам расстояние до областного центра города Саратова составляет 99 км. У посёлка проходит региональная автодорога Р226 (Волгоград — Энгельс — Самара)
Климат
Климат умеренный континентальный (согласно классификации климатов Кёппена — Dfa). Многолетняя норма осадков — 389 мм. Наибольшее количество осадков выпадает в июле — 42 мм, наименьшее в марте — 21 мм. Среднегодовая температура положительная и составляет + 7,0 °С, средняя температура самого холодного месяца января −9,7 °С, самого жаркого месяца июля +23,1 °С.
Часовой пояс
Новопривольное, как и вся Саратовская область, находится в часовой зоне МСК+1. Смещение применяемого времени относительно UTC составляет +4:00.

## Население
Динамика численности населения по годам:
| Годы      | 1897 | 1910 | 1920 | 1922 | 1923 | 1926 | 1931 | 1987 | 2002 |
| --------- | ---- | ---- | ---- | ---- | ---- | ---- | ---- | ---- | ---- |
| Население | 840  | 873  | 727  | 532  | 534  | 604  | 883  | 290  | 348  |

| 2002 | 2010 |
| ---- | ---- |
| 349  | ↘296 |

В 1931 году немцы составляли 100 % населения села